# (5845) Davidbrewster
(5845) Davidbrewster es un asteroide perteneciente al cinturón de asteroides, región del sistema solar que se encuentra entre las órbitas de Marte y Júpiter, más concretamente a la familia de Eos, descubierto el 19 de agosto de 1988 por Robert H. McNaught desde el Observatorio de Siding Spring, Nueva Gales del Sur, Australia.

## Designación y nombre
Designado provisionalmente como 1988 QP. Fue nombrado Davidbrewster en homenaje a David Brewster, científico escocés, divulgador de la ciencia y fundador de la British Association for the Advancement of Science. Descrito como el padre de la óptica experimental moderna, inventó o mejoró los polarímetros, las cámaras estéreo, el estereoscopio, el caleidoscopio y varios instrumentos más.

## Características orbitales
Davidbrewster está situado a una distancia media del Sol de 3,117 ua, pudiendo alejarse hasta 3,201 ua y acercarse hasta 3,032 ua. Su excentricidad es 0,026 y la inclinación orbital 8,058 grados. Emplea 2010,04 días en completar una órbita alrededor del Sol.

## Características físicas
La magnitud absoluta de Davidbrewster es 12,3. Tiene 17,337 km de diámetro y su albedo se estima en 0,085. 